# Chengtou, Fujian
Chengtou (kinesiska: 城头) är en köping i sydöstra Kina. Den ligger i Fuqing i staden Fuzhou i provinsen Fujian, omkring 47 kilometer sydost om provinshuvudstaden Fuzhou. Antalet invånare är 42 188. Befolkningen består av 20 682 kvinnor och 21 506 män. Barn under 15 år utgör 18,0 %, vuxna 15-64 år 71 %, och äldre över 65 år 10,0 %.